# Wayne and Shuster

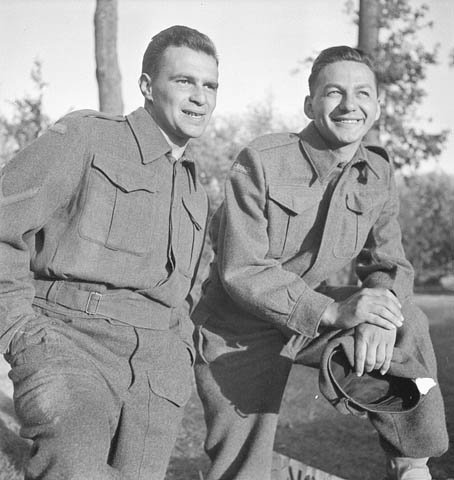
Wayne e Shuster na época da Segunda Guerra Mundial, quando foram registrados no Exército do Canadá.

Johnny Wayne (28 de maio de 1918 - 18 de julho de 1990) e Frank Shuster (5 de setembro de 1916 - 13 de janeiro de 2002), conhecidos como Wayne and Shuster, formavam uma dupla de comediantes canadenses.

## Início da carreira
Wayne e Shuster se conheceram enquanto estudantes do ensino médio no Harbord Collegiate Institute, em Toronto, em 1930. Ambos estudaram na Universidade de Toronto, onde escreveram e atuaram para o teatro da universidade. Em 1941 eles fizeram sua estréia na rádio CFRB, em seu próprio show, The Wife Preservers, no qual davam conselhos bem-humorados a uma família. Esta experiência levou a dupla a obter o seu próprio show de comédia na rede Canadian Broadcasting Corporation, intitulado Shuster e Wayne.
Em 1942 eles se alistaram no Exército canadense e entretiveram as tropas na Europa durante a Segunda Guerra Mundial (mais tarde, fizeram o mesmo com as tropas envolvidas na Guerra da Coreia). Em 1946 voltaram para o Canadá para criar o Wayne and Shuster Show para a Rádio CBC. Eles se apresentaram pela primeira vez nos Estados Unidos no The Ed Sullivan Show, em 1958, e retornaram ao programa outras 67 vezes ao longo de 11 anos.
Wayne e Shuster recusaram muitas ofertas para mudar para os Estados Unidos, a dupla preferiu ficar em Toronto.Foram os co-protagonistas de uma comédia da CBS, Holiday Lodge, que foi ao ar como uma atração de verão substituindo Jack Benny - um ator americano famoso da época.
Em 1965 a dupla fez uma série de seis documentários sobre comediantes como W. C. Fields e os Irmãos Marx, intitulado Wayne and Shuster Take an Affectionate Look At..., que foi ao ar pela CBS, no verão de 1966. (Esta, aliás, foi a última série em horário nobre na TV americana a estrear em preto e branco). A trilha sonora dos programas foi composta pelo compositor John Williams.
Em 1965, The Wayne & Shuster Hour levou um Silver Rose de Montreux no Festival de Televisão Rose d'Or.
Depois de terem uma série semanal de televisão na década de 1950, começaram uma série mensal em 1960, Wayne & Shuster, que foi ao ar pela rede de televisão CBC. Esta continuou a ser transmitida até a década de 1980 quando foi considerada antiquada.

## O humor de Wayne e Shuster
A comédia de Wayne e Shuster era uma combinação de comédia "inteligente" e "áspera". A dupla usava situações e personagens clássicos de Shakespeare em suas performances, como em sua primeira aparição no The Ed Sullivan Show, por exemplo, naquela ocasião foi realizada uma moderna investigação sobre o assassinato de Julius Caesar, tragédia de Shakespeare, em uma esquete intitulada Rinse the Blood off My Toga.Na abertura do Festival de Stratford do Canadá, em 1958, eles criaram uma sátira com temática relacionada ao basebol envolvendo personagens de Hamlet e Macbeth. O duo tratava suas sátiras como os cantores tratam suas canções mais populares, realizando diferentes interpretações ao longo dos anos.
Um dos personagens de Wayne era o cientista naturalista chamado Waynegartner, uma derivação de seu nome de nascimento. A dupla, muitas vezes, baseava suas sátiras em acontecimentos contemporâneos, tendências e programas televisivos.

## Fim da carreira e reconhecimento póstumo

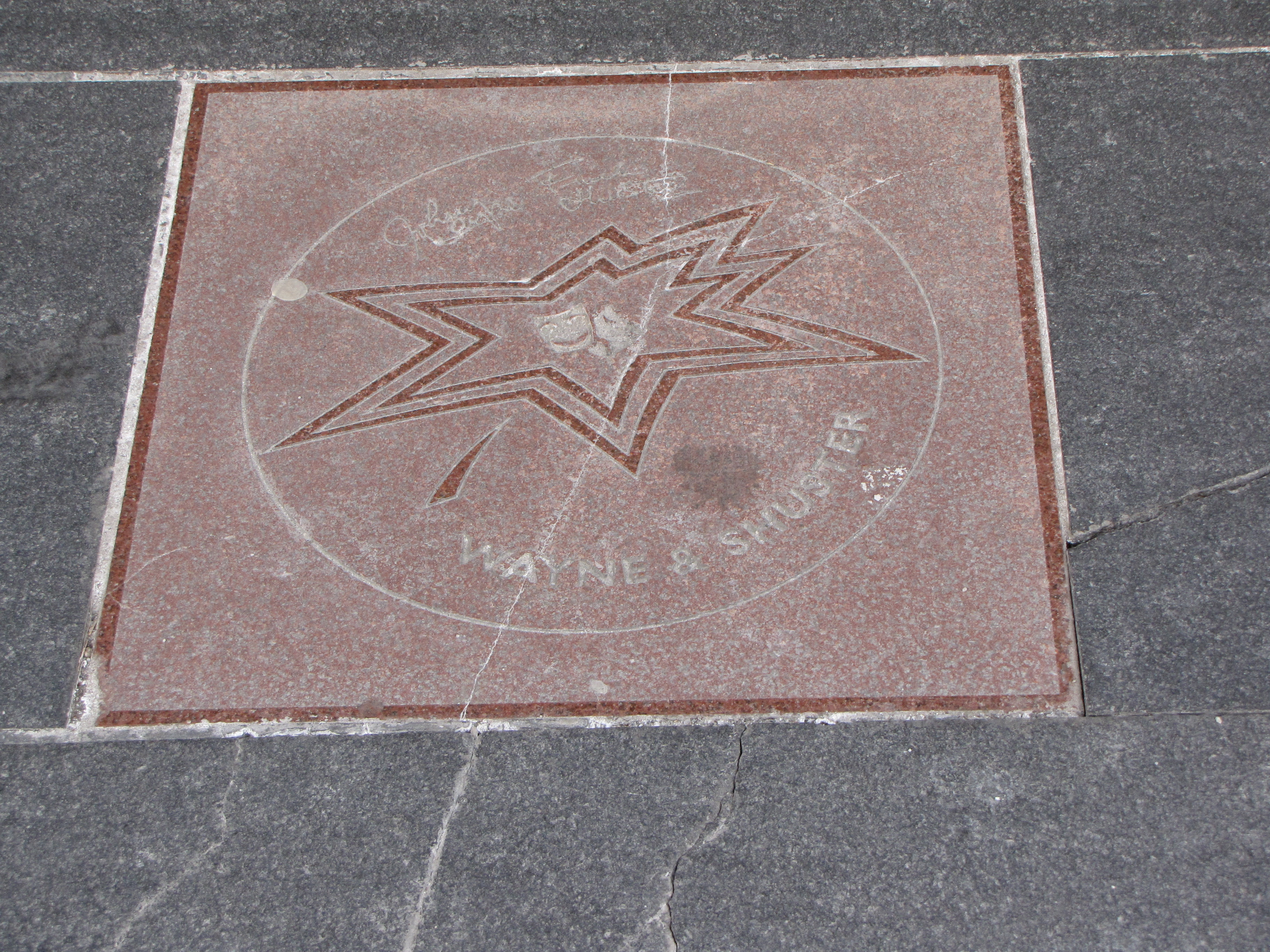
Estrela da dupla na Calçada da Fama do Canadá.

Wayne morreu em 1990. Após sua morte, o duo recebeu um Prêmio Gemini especial por sua contribuição para a televisão canadense. Em 1996, Frank recebeu um prêmio Margaret Collier Award pelo trabalho da dupla e foi eleito um membro da Ordem do Canadá. Shuster, que morreu em 2002, tentou uma carreira solo após a morte de Wayne, mas apareceu principalmente em uma série retrospectiva de Wayne e Shuster transmitida pela CBC no início dos anos 1990.
Shuster era primo de Joe Shuster, o co-criador do Superman.
Em 1999 o duo recebeu uma estrela na Calçada da Fama do Canadá.